# Benjamin Brial
Pour les articles homonymes, voir Brial.
Benjamin Brial, né le 9 juin 1923 à Mata Utu (Wallis-et-Futuna) et mort le 12 novembre 2004 à Mala'e, Hihifo (Wallis-et-Futuna), est un homme politique français, député de Wallis-et-Futuna pendant 21 ans de 1967 à 1988 au sein de l'Union des démocrates pour la République puis le Rassemblement pour la République. Il fait partie de la famille Brial, impliquée dans le commerce et la politique de Wallis-et-Futuna.

## Biographie

### Famille
Benjamin Brial est le fils d'un commerçant originaire des Pyrénées-Orientales, Julien Brial, chef de succursales à Wallis, et d'Aloisia Brial (fille de nobles ('aliki) de la lignée Manuka, branche de la famille des Uhilamoafa) qui est Lavelua (reine) d'Uvéa (royaume coutumier correspondant à l'île de Wallis) de 1953 à 1958. Benjamin Brial est le frère cadet d'Emmanuel-Victor Brial, gérant des établissements Ballande (société commerciale de Nouvelle-Calédonie) à Wallis, le frère aîné de Cyprien Brial, pour sa part gérant des affaires familiales à Futuna et conseiller territorial pour Sigave de 1967 à 1987. Il est l'oncle de Julien Brial, de Victor Brial et de Sylvain Brial, qui lui ont succédé en politique à Wallis-et-Futuna à des époques différentes, et le grand-oncle de Gil Brial, pour sa part engagé en politique en Nouvelle-Calédonie.

### Débuts
Benjamin Brial naît à Mata Utu sur l'île de Wallis le 9 juin 1923. Il est métis franco-wallisien. En 1933, son père Julien Brial vend son commerce et part s'installer à Nouméa.
Pendant la Seconde Guerre mondiale, ses frères Victor-Emmanuel et Jean Brial rejoignent les Forces françaises libres en 1941 depuis la Nouvelle-Calédonie. Benjamin Brial, encore mineur (19 ans), fait falsifier ses papiers et s'engage dans les Forces françaises libres en 1942. Il embarque sur l'aviso Chevreuil et rejoint les fusiliers marins.
En 1953, lors de la crise de succession royale à Wallis, Benjamin Brial se porte candidat au titre de Lavelua, mais l'administration de Nouvelle-Calédonie refuse qu'un citoyen français devienne roi coutumier. C'est alors sa mère, Aloisia Brial, qui est choisie pour devenir souveraine.

### Mandat de député
Benjamin Brial est député de Wallis-et-Futuna de 1967 à 1988. Gaulliste, il est rattaché à l'Union des démocrates pour la République, qui devient le Rassemblement pour la République en 1976. Il remporte l'élection législative de 1967 en s'imposant face à Hervé Loste. Il est réélu en juillet 1968 et avril 1973.
Benjamin Brial est réélu au premier tour lors des élections législatives de 1978 et 1979 face à son unique concurrent de l'UDF, le père Petelo Falelavaki. C'est alors une figure clivante de la politique de Wallis-et-Futuna, rassemblant l'opposition contre lui (notamment de l'UDF). En 1981, il conserve son siège face à l'UDF et trois autres candidats. Lors de l'élection législative de 1986, l'opposition de l'UDF se divise entre deux candidats ; la triangulaire permet à Brial de conserver son siège de député.
Lors de l'élection législative de juin 1988, Benjamin Brial est talonné par Kamilo Gata, « ancien conseiller technique du RPR déçu par l'immobilisme de son parti d'origine ». Grâce à la fragmentation de l'opposition entre Gata, Basile Tui (candidat de l'UDF) et le candidat socialiste Joseph Maisueche, Brial remporte l'élection avec 52,18 % des voix au second tour. Néanmoins, Kamilo Gata conteste les résultats auprès du Conseil Constitutionnel, qui annule l'élection en raison de fraude électorale. La nouvelle élection est organisée le 15 janvier 1989 : Kamilo Gata l'emporte avec 57,43 % des voix tandis que Benjamin Brial ne récolte que 40,85 %. Âgé, il se retire de la vie politique et démissionne de son poste de conseiller territorial. « Une page de l'histoire politique de Wallis-et-Futuna est tournée ».